# レイポン (潜水艦)
レイポン (USS Lapon, SS-260) は、アメリカ海軍の潜水艦。ガトー級潜水艦の一隻。艦名はスペイン語で毒針を持つカサゴ目の総称に因む。なお、退役から10年後にスタージョン級原子力潜水艦13番艦として2代目「レイポン (SSN-661)」が就役している。

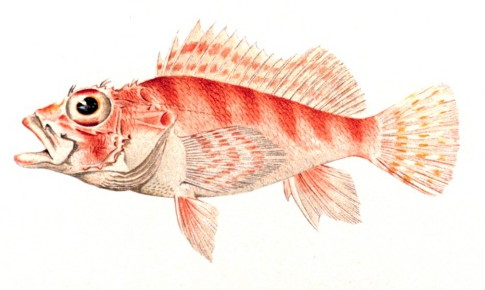
スピニースロート・スコーピオンフィッシュ（Lapon aleta baja）

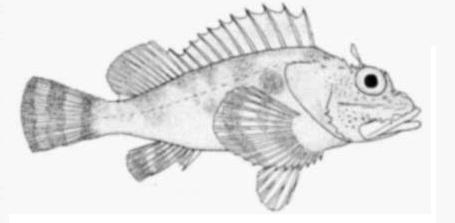
プレイヤー・スコーピオンフィッシュ（Lapon diablo）

## 艦歴
「レイポン」はコネチカット州グロトンのエレクトリック・ボート社で起工する。1942年10月27日にジェシー・B・オルデンドルフ夫人（ジェシー・B・オルデンドルフ少将の妻）によって進水し、艦長オリヴァー・G・カーク少佐（アナポリス1929年組）の指揮下1943年1月23日に就役する。ロングアイランド・サウンドでの公試と訓練を完了すると、5月4日にニューロンドンを出航し、6月1日に真珠湾に到着した。

### 第1、第2の哨戒 1943年6月 - 11月
6月24日、「レイポン」は最初の哨戒で「プランジャー (USS Plunger, SS-179) 」「パーミット (USS Permit, SS-178) 」とともにオホーツク海および北海道を経て、日本の裏庭ともいえる日本海に向かった。7月4日夜、3艦は機雷の敷設された宗谷海峡を浮上したまま通過し侵入した。彼らにはそれぞれ張り付く海域が定められており、「レイポン」が向かったのは朝鮮半島の南東部沿岸であった。しかし、この海域は深い霧に包まれており、7月8日に北緯39度22分 東経129度48分 / 北緯39.367度 東経129.800度の地点でレーダーで船舶のようなものを探知し魚雷を4本発射して爆発を確認したが、何も起こらなかった。日本海ではこの他に7月11日には2隻のサンパンに対して浮上砲戦を行い、75トン級サンパンを撃沈した他は攻撃の機会はなく、来た道を引き返した。しかし、燃料と魚雷にまだ余裕があったので、日本の東岸沖を南下して東京湾の近くに向かった。7月23日には、北緯34度28分 東経140度58分 / 北緯34.467度 東経140.967度の地点で空母と駆逐艦を発見し攻撃態勢に入ったが、逆に発見されて制圧され、その間に空母はどこかに去っていった。8月4日、41日間の行動を終えて真珠湾に帰投した。
これ以降、8月には「プランジャー」と「ワフー (USS Wahoo, SS-238) 」、9月から10月には「ワフー」と「ソーフィッシュ (USS Sawfish, SS-276) 」が日本海で作戦し、間を置いて1945年に入ってからバーニー作戦で9隻が作戦を行い、多くのアメリカ潜水艦が日本海で活動するようになった。しかし、艦長の座をローウェル・T・"スターミー"ストーン中佐（アナポリス1929年組）に譲って「レイポン」を去ったカーク少佐は、レイポンでの最初で最後の戦闘報告を次のように締めくくった。「このパトロールは不毛で失望した」。
9月26日、「レイポン」は2回目の哨戒で日本近海に向かった。10月12日朝、北緯34度03分 東経136度49分 / 北緯34.050度 東経136.817度の地点でレーダーにより4つの大きな目標と1つの小さな目標からなる西航の輸送船団を探知。魚雷を4本発射して2つの爆発を確認したが、実際には被害はなかった。翌10月13日にも北緯34度32分 東経137度55分 / 北緯34.533度 東経137.917度の地点で5隻の輸送船団を発見し、魚雷を4本発射したものの、これも命中しなかった。10月18日10時、北緯33度59分 東経136度24分 / 北緯33.983度 東経136.400度の三重県三木崎灯台東方22kmの海域で第8017甲船団を発見、魚雷を3本発射して1本が輸送船「大忠丸」（大阪商船、1,907トン）の船尾に命中して轟沈させた。10月20日にも、北緯31度29分 東経137度28分 / 北緯31.483度 東経137.467度の地点で「吹雪型駆逐艦」に護衛された「平安丸型輸送船」を発見。魚雷を4本発射し、2つ爆発があったが、何の変化も見られなかった。10月21日夜には北緯33度32分 東経135度58分 / 北緯33.533度 東経135.967度の地点で輸送船団を発見して魚雷を4本発射するも、この攻撃では爆発すらなかった。10月23日昼、「レイポン」は北緯34度34分 東経137度39分 / 北緯34.567度 東経137.650度の地点で「千鳥型水雷艇」に護衛された輸送船を発見し、最後に残った魚雷を5本発射。しかし1つの爆発を確認した以外、変化はなかった。11月4日、39日間の行動を終えて真珠湾に帰投。「H.O.R.エンジン搭載艦は1隻残らず、暫時エンジンを換装するように」という合衆国艦隊司令長官兼海軍作戦部長アーネスト・キング大将の命令により、該当艦である「レイポン」もメア・アイランド海軍造船所に回航されてGM社製278A16気筒エンジンに換装した。

### 第3、第4、第5の哨戒 1944年1月 - 8月

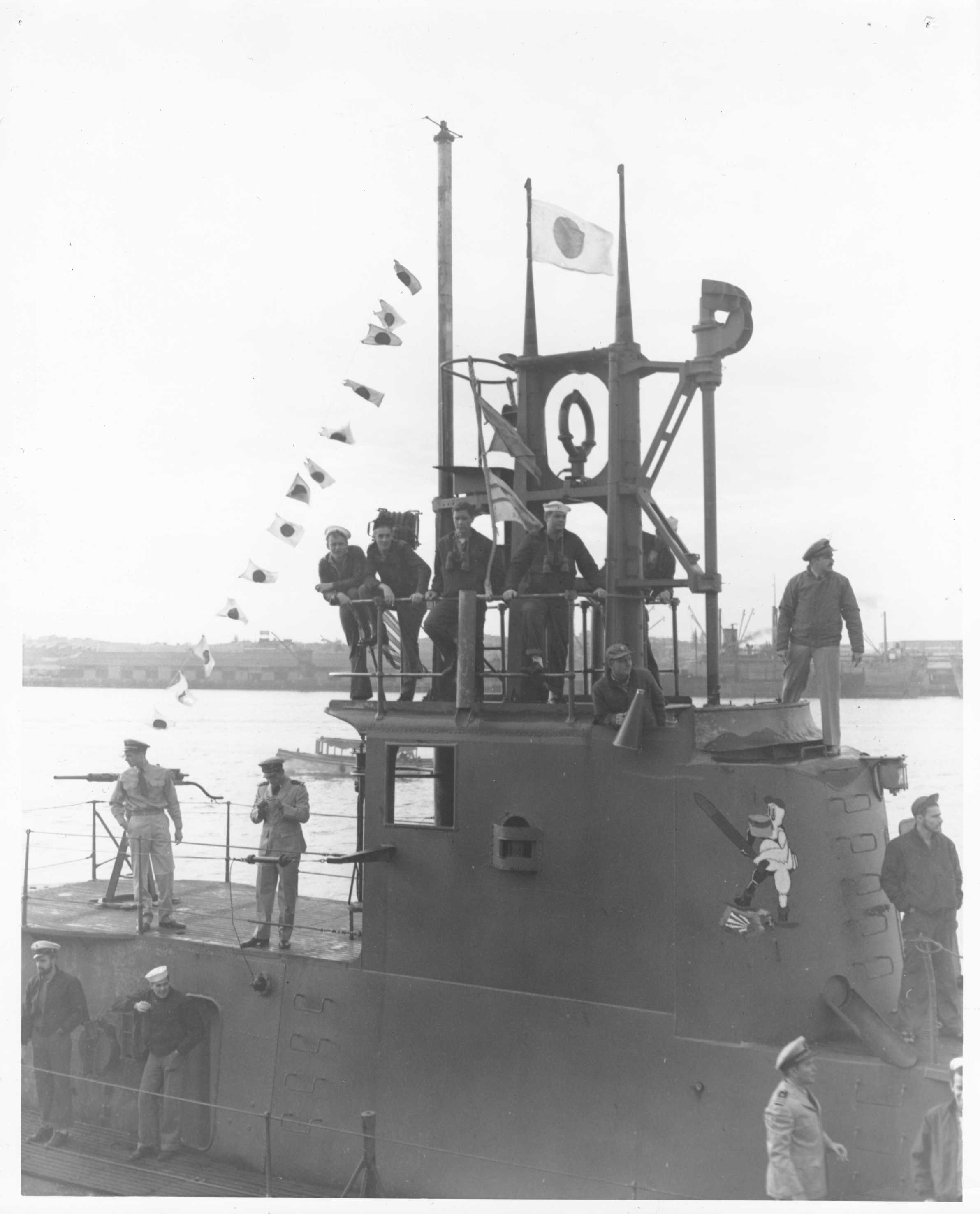
「レイポン」の艦橋部

1944年2月13日、「レイポン」は3回目の哨戒で南シナ海に向かった。3月8日午後、北緯19度24分 東経116度09分 / 北緯19.400度 東経116.150度の香港南東380km地点でタサ08船団を発見。魚雷を4本発射し、輸送船「豊国丸」（日本製鐵、5,792トン）に魚雷が命中して航行不能に陥らせた。「豊国丸」は香港に向かうこととなり、輸送船「日鈴丸」（日産汽船、5,396トン）が曳航したが、「レイポン」は翌2月9日未明北緯19度44分 東経115度52分 / 北緯19.733度 東経115.867度の地点で両船に対して魚雷を3本ずつ発射し、反転してさらに魚雷を4本発射。魚雷は「日鈴丸」に命中して撃沈し、曳航船を失った「豊国丸」も漂流した後沈没した。3月10日朝には北緯19度27分 東経118度23分 / 北緯19.450度 東経118.383度の地点で浮上砲戦で25トン漁船を破壊。翌3月11日、北緯19度45分 東経120度13分 / 北緯19.750度 東経120.217度の地点で2つの大型マストを発見。さらに観測すると、相手は2隻の「山城型戦艦」と空母、重巡洋艦を含む艦隊だった。リンガ泊地に向かう空母「瑞鶴」、戦艦「金剛」および「榛名」、重巡洋艦「最上」からなる艦隊は「レイポン」に気づかず、また「レイポン」も「瑞鶴」におよそ5,000ヤード、「最上」に3,200ヤードにまで接近したが攻撃はできず、艦隊をやり過ごしてから浮上して情報を打電した。3月15日にも北緯19度57分 東経119度45分 / 北緯19.950度 東経119.750度の地点で75トン漁船を発見して浮上砲戦で破壊。3月16日夜、北緯18度14分 東経117度44分 / 北緯18.233度 東経117.733度の地点でタマ11A船団を発見し、魚雷を6本発射。爆発を3つ確認したものの、実際には、魚雷は特設運送船「國川丸」（川崎汽船、6,863トン）に向かっていったが、命中しなかった。3月17日夜には北緯19度00分 東経117度30分 / 北緯19.000度 東経117.500度の地点でヒ48船団を発見。3月18日未明にいたり、北緯19度24分 東経116度50分 / 北緯19.400度 東経116.833度の地点で魚雷を4本発射し、特設運送船「北陸丸」（大阪商船、8,365トン）に2本目から4本目の魚雷が命中し、北陸丸は大爆発を起こして轟沈した。4月1日、47日間の行動を終えてフリーマントルに帰投した。
4月25日、「レイポン」は4回目の哨戒で南シナ海に向かった。5月13日、北緯05度34分 東経108度37分 / 北緯5.567度 東経108.617度の地点でタウィタウィに向かう小沢治三郎中将率いる第一機動艦隊の一隊を発見し、空母の姿をスケッチに留めた。5月23日夜には、マニラからサイゴンに向かう輸送船団を発見し魚雷を6本発射するも全て外れ、これを見た陸軍輸送船「うゑいるず丸」（川崎汽船、6,586トン）が警戒汽笛を鳴らした。2時間後に二度目の攻撃を行い、北緯07度30分 東経109度08分 / 北緯7.500度 東経109.133度の地点で魚雷を4本発射して2本が海軍徴傭船「備前丸」（日本郵船、4,667トン）に命中して撃沈。「うゑいるず丸」にも魚雷が向かってきたが、今回も回避に成功した。2時間置いて三度目の攻撃に入り、北緯07度20分 東経109度03分 / 北緯7.333度 東経109.050度の地点で魚雷を4本発射して、「うゑいるず丸」に全て命中させ撃沈した。四度目の攻撃で残る輸送船に対して魚雷を6本発射し、2本が命中したと判断された。やがて護衛の駆潜艇が制圧したが、「レイポン」は全力で逃げて何事もなかった。5月27日朝、北緯07度45分 東経108度30分 / 北緯7.750度 東経108.500度の地点で潜水艦「伊168」を発見し、魚雷を2本発射したが命中せず、相手は去っていった。6月6日、42日間の行動を終えてフリーマントルに帰投した。
6月29日、「レイポン」は5回目の哨戒で南シナ海に向かった。7月14日、ミリ近郊バラム岬近海で「球磨型軽巡洋艦」と「吹雪型駆逐艦」あるいは「初春型駆逐艦」と目される艦艇を発見したが、攻撃はできなかった。7月17日夜には北緯08度00分 東経114度38分 / 北緯8.000度 東経114.633度のボルネオ島西岸で輸送船団を発見し、魚雷を6本発射するも命中しなかった。次いで艦尾発射管から魚雷を4本発射し、2つの命中を確認。三度目の攻撃でも魚雷を4本発射し、2つの命中があったとされた。一連の攻撃でレイポンは特設測量艦「第三十六共同丸」（阿波国共同汽船、1,499トン）と、特設駆潜艇「加茂丸」（日本海洋漁業、234トン）および「鞍馬丸」（日本海洋漁業、233トン）を撃沈した。7月31日夜には、北緯08度50分 東経116度00分 / 北緯8.833度 東経116.000度のパラワン島南西部でシマ02船団を発見し、船団の中に割って入って魚雷を計9本発射。魚雷はタンカー「天心丸」（日本油槽船、5,061トン）と輸送船「日永丸」（日本郵船、5,397トン）に命中し、「天心丸」を撃沈して「日永丸」を撃破した。8月10日、42日間の行動を終えてフリーマントルに帰投。艦長がドナルド・G・バール少佐（アナポリス1937年組）に代わった。

### 第6、第7の哨戒 1944年9月 - 1945年1月
9月4日、「レイポン」は6回目の哨戒で「フラッシャー (USS Flasher, SS-249) 」および「ボーンフィッシュ (USS Bonefish, SS-223) 」とウルフパックを構成し南シナ海に向かった。9月21日朝、「レイポン」は病院船を発見したが、当然ながら攻撃するわけには行かず見送った。その日の午後、いくつかの煙を発見し、輸送船団と判断してこれに向かった。目標である輸送船団であるマタ27船団に近づいたとき、第38任務部隊（マーク・ミッチャー中将）から飛来してきた航空機がマタ27船団を攻撃し、全船を撃沈したため「レイポン」の出る幕はなかった。翌9月22日、北緯15度28分 東経118度48分 / 北緯15.467度 東経118.800度の地点でマタ27AあるいはB船団を発見し、魚雷を6本発射。魚雷は陸軍輸送船「順源号」（満州海運、1,610トン）に命中してこれを撃沈した。9月27日には北緯15度45分 東経117度49分 / 北緯15.750度 東経117.817度の地点でミマ11船団を発見し、「フラッシャー」と協力して攻撃した。「フラッシャー」が8時27分に「うらる丸」（大阪商船、6,375トン）を撃沈した後、「レイポン」もその2時間後に北緯15度50分 東経117度41分 / 北緯15.833度 東経117.683度の地点で魚雷を6本発射し、応急タンカー「北喜丸」（北川産業、5,599トン）に命中させて撃沈した。「レイポン」はルソン島沖で哨戒を続け、10月5日午後には新たな輸送船団を発見。しかし、護衛艦の隙をうかがうも、上空を哨戒していた九六式陸上攻撃機が威嚇のためしばしば降下してくるので、攻撃の機会を逸した。10月10日には北緯16度10分 東経119度45分 / 北緯16.167度 東経119.750度の地点でタマ29船団を発見し、魚雷を4本発射。陸軍輸送船「江尻丸」（日本郵船、6,968トン）の右舷に魚雷が2本命中し、「江尻丸」は大火災を発生して付近の浅瀬に座礁する同時に大爆発を起こした上、夕刻に沈没した。その後は、ルソン島各地を空襲する第38任務部隊機の援護任務に従事し、10月21日まで同海域にとどまった。10月31日、56日間の行動を終えてフリーマントルに帰投した。
11月23日、「レイポン」は7回目の哨戒でルソン島近海に向かった。日本軍がレイテ島やミンドロ島に増援部隊を送りこむため、その阻止をするため念入りに見張った。しかし、航空機はよく発見したものの敵船はあまり発見できなかった。12月18日、煙を発見するが、よく観測してみると相手は病院船だった。病院船を見送った直後、北緯14度08分 東経118度03分 / 北緯14.133度 東経118.050度の地点でレーダーが複数の目標を探知。戦闘配置を発令して目標を追跡し、日付が12月19日に変わった直後に魚雷を6本発射。直ちに反転して魚雷を3本発射し、やがて閃光が見えたものの戦果はなかったと判定された。その後、アメリカ軍の上陸予定地点であるリンガエン湾を偵察し、1945年1月4日に針路をサイパン島タナパグ港に向ける。2日後に寄港地はグアムアプラ港に変更され、1月10日に到着した。1945年1月21日、56日間の行動を終えて真珠湾に帰投。4日後にメア・アイランド海軍造船所に回航された。1月31日に到着し、オーバーホールに入る。4月22日、オーバーホールが終わると真珠湾に移動し、1カ月間滞在した。

### 第8の哨戒 1945年5月 - 8月
5月23日、「レイポン」は8回目の哨戒でトラック諸島方面と日本近海に向かった。6月4日にアプラ港に到着し、6月6日に出撃。6月19日まではトラック近海での救助任務にあてられる。6月20日から24日まではアプラ港に停泊し、6月24日にはタナパグ港に移る。6月27日からの後半の哨戒では、日本本土を攻め立てるウィリアム・ハルゼー大将率いる第3艦隊およびB-29、B-24などの搭乗員に対する援護任務が命じられていた。鳥島近海に進出し援護任務に従事。その後、7月12日から14日まではタナパグ港で仮修理を行った。7月23日、60日間の行動を終えてミッドウェー島に帰投した。
「レイポン」は、8月15日出撃の予定で9回目の哨戒が計画されていたが、その出撃予定日に戦争が終結した。

### 戦後・ギリシャ海軍「ポセイドン」として
戦争が終わると、「レイポン」は8月26日に大西洋岸へ向けて帰途に就いた。9月20日にニューオーリンズに寄港した後、テキサス州の2つの都市・ガルベストンとヒューストンにも立ち寄った後、11月4日にニューヨーク州スタテンアイランドに到着し、1946年1月8日まで滞在した後、ニューロンドンに凱旋。その後、7月25日に退役して大西洋予備役艦隊入りした。
1957年4月13日にポーツマス海軍造船所で再就役した「レイポン」は8月10日に退役した。8月8日に相互防衛援助プログラムの下のギリシア海軍へ貸与され、「ポセイドン (HS Poseidon, S-78) 」と改名され活動した。「ポセイドン」は、姉妹艦のための予備部品として使用されるため、1976年4月にギリシアによって完全に購入され、現役勤務から退き、1975年12月31日に除籍された。
「レイポン」の総撃沈トン数は53,443トンに上る。レイポンは第二次世界大戦の戦功で海軍殊勲部隊章と4個の従軍星章を受章した。第3、第4、第5、第6回目の哨戒が成功として記録された。